# Glacier du Petit-Vignemale
Le glacier du Petit-Vignemale est un glacier des Pyrénées situé dans le massif du Vignemale, dans le département des Hautes-Pyrénées en région Occitanie.
Ce glacier a été le dernier des Pyrénées à posséder une cascade de glace, avant qu'elle ne disparaisse en 2007.

## Géographie
Depuis la rupture au niveau de la cascade de glace en 2007, le glacier est séparé en deux :
- la partie supérieure du glacier, exposée au nord, se développe dans un corridor ceinturé par le Petit Vignemale et la pointe Chausenque ;
- la partie inférieure est exposée au nord-ouest et se développe au pied du corridor, depuis la hourquette d'Ossoue en direction du glacier des Oulettes de Gaube.

Ses eaux de fonte alimentent le gave de Gaube.

## Histoire

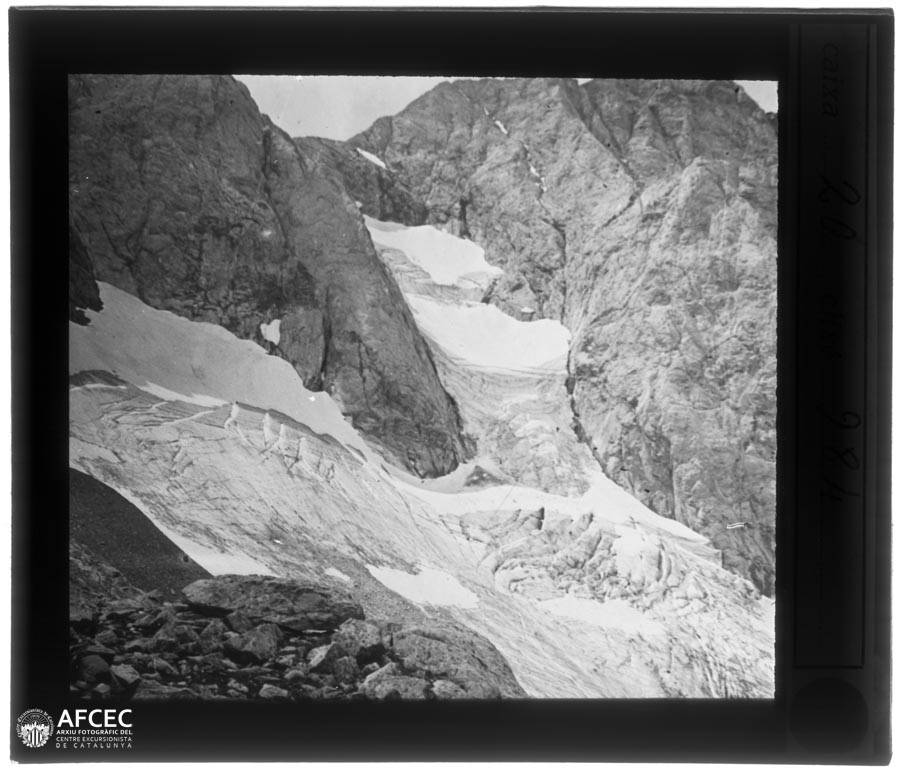
Le glacier du Petit-Vignemale en 1905

À la sortie du petit âge glaciaire vers 1850, le glacier du Petit-Vignemale rejoignait le glacier des Oulettes de Gaube. On nommait alors cet unique appareil « glacier Nord du Vignemale ». Ce dernier s'étendait sur une superficie de 0,60 km2 et possédait le front le plus bas des Pyrénées à 2 190 mètres.
Les deux glaciers se sont individualisés progressivement ensuite, leur rupture définitive intervenant au début des années 1930.
Bien que séparé de son voisin, le glacier du Petit-Vignemale a continué à l'alimenter par le biais de fréquentes chutes de séracs jusqu'au début des années 1980 ; le glacier possédait alors une superficie de 0,12 km2. Cependant à force d'accumulations neigeuses déficitaires, la cascade de glace qui constituait l'un des joyeux des Pyrénées a fini par rompre totalement en 2007.
La partie inférieure, désormais séparée du reste du glacier, est en situation de grande vulnérabilité.
En 2020, les deux zones de glaces ne représentent plus que 0,05 km2.